# Goussainville, Val-d'Oise
Goussainville är en kommun i departementet Val-d'Oise i regionen Île-de-France i norra Frankrike. Kommunen ligger i kantonen Goussainville som tillhör arrondissementet Sarcelles. År 2022 hade Goussainville 30 952 invånare.

## Befolkningsutveckling
Antalet invånare i kommunen Goussainville
| Referens: INSEE |